# Эстель
Эстель Фанта Свэрэй (англ. Estelle Fanta Swaray) — британская R&B-певица, автор песен и продюсер, родилась 18 января 1980 года в Лондоне. В мире известна под сценическим именем Эстель. В 2008 году получила премию Гремми в категории «Лучшая совместная рэп-песня» за дуэт с Kanye West.
В 2004 году вышел дебютный альбом Эстель под названием «The 18th Day», который попал в топ 40 UK Albums Chart. Все 3 сингла («1980», «Free» и «Go Gone») из альбома вошли в топ 40 UK Singles Chart. В 2008 году вышел второй студийный альбом Эстель «Shine», который получил золотой сертификат в Великобритании.
До 27 марта 2020 года озвучивала Гранат в мультфильме «Вселенная Стивена» от Cartoon Network.

## Биография
Эстель родилась 18 января 1980 года в лондонском районе Хаммерсмит. Мать — уроженка Сенегала, отец — Гренады. Эстель росла в многодетной семье (восемь братьев и сестёр) в восточном Лондоне. Во время родов мать Эстель испытала клиническую смерть, что повлияло на выбор названия первого альбома Эстель — The 18th Day.

## Дискография
См. Estelle discography
Студийные альбомы
- The 18th Day (2004)
- Shine (2008)
- All of Me (2012)
- True Romance (2015)